# ブーミジャ経
『ブーミジャ経』（ブーミジャきょう、巴: Bhūmija-sutta, ブーミジャ・スッタ）とは、パーリ仏典経蔵中部に収録されている第126経。『浮弥経』（ふみきょう）とも。
類似の伝統漢訳経典としては、『中阿含経』（大正蔵26）の第173経「浮弥経」がある。
釈迦が、比丘ブーミジャ（浮弥）に、仏道を説いていく。

## 構成

### 登場人物
- 釈迦
- ブーミジャ（浮弥） --- 比丘

### 場面設定
ある時、釈迦は、ラージャガハ（王舎城）のカランダカニヴァーパ（竹林精舎）に滞在していた。
そこに比丘ブーミジャが訪れ、ジャヤセーナ王子に問われて答えたが、その内容が正しかったか確認したいと言う。ブーミジャは、ジャヤセーナ王子がバラモン達は梵行に果報は無いと説いているが本当か問うのに対して、ブーミジャは釈迦は正しい梵行には正しい果報が生じると説いていると答える。釈迦はその説明は正しかったと述べる。
そして釈迦は、正しい梵行として八正道を説いていく。
ブーミジャは、歓喜する。

## 日本語訳
- 『南伝大蔵経・経蔵・中部経典4』（第11巻下） 大蔵出版
- 『パーリ仏典 中部（マッジマニカーヤ）後分五十経篇II』 片山一良訳 大蔵出版
- 『原始仏典 中部経典4』（第7巻） 中村元監修 春秋社